# أنانتولي بولاكوف
أنانتولي بولاكوف (بالروسية: Булаков, Анатолий Николаевич)‏ (3 فبراير 1930 – 1994) هو ملاكم روسي راحل، مثّل بلاده في الألعاب الأولمبية الصيفية 1952 وحقق الميدالية البرونزية في فئة وزن الذبابة.

## روابط خارجية
أنانتولي بولاكوف على موقع اللجنة الأولمبية الدولية (الإنجليزية)
- أنانتولي بولاكوف على موقع أوليمبيديا (الإنجليزية)